# Barrio Alto, Michoacán de Ocampo
Barrio Alto är en ort i Mexiko.   Den ligger i kommunen Tingüindín och delstaten Michoacán de Ocampo, i den centrala delen av landet, 400 km väster om huvudstaden Mexico City. Barrio Alto ligger 1 792 meter över havet och antalet invånare är 190.
Terrängen runt Barrio Alto är huvudsakligen kuperad, men den allra närmaste omgivningen är platt. Runt Barrio Alto är det ganska tätbefolkat, med 83 invånare per kvadratkilometer. Närmaste större samhälle är Cotija de la Paz, 17,9 km väster om Barrio Alto. I omgivningarna runt Barrio Alto växer huvudsakligen savannskog.